# Roger Strøm
Roger Strøm (Sandefjord, 28 juli 1966) is een voormalig Noors langebaanschaatser.
Roger Strøm was de beste Noorse sprinter midden jaren 90. Hij was internationaal actief van 1989 tot 1999. Wel doet Strøm ieder jaar nog mee aan de nationale kampioenschappen, zo ook tijdens de Noorse afstandskampioenschappen 2006.
De grootste successen van Strøm bij internationale toernooien zijn de zilveren medaille tijdens het WK Sprint van 1997 in Hamar en de tweede plaats op de 500 meter bij de WK Afstanden in hetzelfde jaar. Ook het resultaat behaald tijdens het weekend van 11 en 12 maart 1995 behoort tot zijn grootste successen. In het Vikingskipet van Hamar wordt Strøm tijdens de World Cup Final op de eerste 500 meter tweede en een dag later behaalt hij op de tweede 500 meter zijn enige World Cup overwinning.

## Persoonlijk Records
| Afstand    | Tijd    | Datum            | Baan    |
| ---------- | ------- | ---------------- | ------- |
| 500 meter  | 35,98   | 28 maart 1998    | Calgary |
| 1000 meter | 1.08,41 | 21 februari 1999 | Calgary |
| 1500 meter | 2.00,70 | 26 februari 2005 | Hamar   |

## Resultaten
| Jaar | Olympische Spelen  | WK Afstanden     | WK Sprint |
| ---- | ------------------ | ---------------- | --------- |
| 1989 |                    |                  | 32e       |
| 1990 |                    |                  | 27e       |
| 1991 |                    |                  | 22e       |
| 1992 | -                  |                  | -         |
| 1993 |                    |                  | 14e       |
| 1994 | NF 500m 7e 1000m   |                  | 16e       |
| 1995 |                    |                  | 4e        |
| 1996 |                    | 500m · 12e 1000m | 6e        |
| 1997 |                    | 500m · 11e 1000m | Zilver    |
| 1998 | 10e 500m 34e 1000m | 12e 500m         | 34e       |
| 1999 |                    | NS2 500m         | 28e       |

- = geen deelname
NF = niet gefinisht
NS2 = niet gestart bij de tweede afstand

### Medaillespiegel
| Kampioenschap     | Goud | Zilver | Brons |
| ----------------- | ---- | ------ | ----- |
| Olympische Spelen | 0    | 0      | 0     |
| WK Afstanden      | 0    | 1      | 1     |
| WK Sprint         | 0    | 1      | 0     |